# Astroganga
Astroganga (アストロガンガー?, Asutorogangā) è una serie televisiva anime giapponese prodotta nel 1972 dalla Knack Productions e diretta da Masashi Nitta; è stata la prima serie robotica a colori, cosa che la rende una pioniera del genere.

## Produzione e distribuzione
La serie, particolarmente popolare in Medio Oriente, è stata trasmessa per la prima volta dal 4 ottobre 1972 al 28 marzo 1973 dal network giapponese Nippon Television.

## Trama
Una scienziata aliena di nome Maya precipita sulla Terra. Il suo pianeta natale è stato completamente raso al suolo dai Blaster, una spietata razza d'invasori spaziali che ruba le risorse naturali dei luoghi conquistati (tolgono l'ossigeno distruggendo così l'ambiente biologico del pianeta). Lei s'innamora d'uno scienziato umano e dà alla luce un bambino, Charlie. Muore a causa dell'esposizione alle radiazioni devastanti subita sul suo pianeta. Quando dieci anni dopo i Blaster si apprestano a invadere anche la Terra, il figlio dovrà cercare di sconfiggerli combattendo con Astroganga, un robot costituito da una specialissima forma di "metallo vivente".

## Caratteristiche del mecha
Astroganga è un robot senziente che, entrando in uno stato di simbiosi col giovane Charlie, difende la terra dai crudelissimi Blaster, mostruosi e pericolosi invasori alieni intenzionati a conquistarla. Le battaglie che si svolgono sono molto particolari: Charlie non "guida" Astroganga, ma ne viene "assimilato"-fuso dopo essere stato trasformato in energia dal raggio di teletrasporto emanato dal disco/medaglione che l'automa porta sul petto.
Astroganga è molto differente per tipologia dalla maggior parte degli altri robot che l'hanno seguito: il suo aspetto è nel complesso decisamente umanoide, essendo un essere senziente, parlante, ragionante e passibile di provar dolore; la sua mimica facciale, grazie alla bocca e agli occhi, è molto spiccata. Prova sentimenti di paura, ira, coraggio: senza l'apporto di Charlie, tuttavia, perde rapidamente la volontà e non riesce più ad aver il perfetto controllo dei combattimenti. Sebbene possa volare, non ha particolari abilità speciali e deve far affidamento solo su sé stesso e la sua forza per vincere le battaglie.
In realtà anche lo stesso termine "robot" risulta in questo caso almeno in parte ingannevole: Astroganga difatti non è una macchina, ma è stato generato - apparentemente privo di meccanismi interni, anche se sul dorso porta una sorta di motore - a partire dall'esclusivo metallo vivente del suo pianeta, metallo che si conforma e si rigenera grazie al calore fornito da un vulcano attivo sottomarino, in cui Astroganga si rifugia per le riparazioni tra un combattimento e l'altro (solo questo gli permette di accrescere e riacquistare l'energia perduta).
Il lingotto metallico che dà la vita ad Astroganga viene portato sulla Terra da un alieno sfuggito alla furia distruttiva dei malvagi Blaster: quest'alieno non è altri che la madre di Charlie, mentre il padre deposita, come da istruzioni ricevute, il lingotto all'interno d'un vulcano attivo. Rapidamente si "forma" un robot alto 40 metri e pesante 20 tonnellate, Astroganga per l'appunto. Il procedimento di cattura dell'energia vulcanica per la crescita della struttura è una caratteristica della storia originale e certamente molto efficace narrativamente per il prosieguo della vicenda.

## Personaggi
- Charlie (Kantaro) - il ragazzino che si fonde all'interno del cuore di Astroganga per combattere in tal modo assieme a lui. Solo il padre risulta esser a conoscenza di questo segreto.
- Il professor Hoshi - un famoso scienziato studioso dello spazio e padre di Charlie. Egli, seguendo le istruzioni ricevute, dona la vita ad Astroganga.
- Cindy (Rie) - figlioletta amatissima di Hayakawa e cara amica di Charlie.
- Il signor e la signora Hayakawa - il padre di Cindy è il vicecomandante del quarto distretto della I.S.P., polizia scientifica internazionale. La madre è invece una gentile signora sempre presente ed affettuosa.
- Maya - un extra-terrestre scampata alla distruzione del proprio pianeta natale. Appena scesa sulla Terra incontra un uomo, il futuro padre di Charlie; assieme al marito rimane vittima del primo attacco scagliato dai Blaster contro il pianeta.
- La razza aliena dei Blaster - Letteralmente "i distruttori", essi intendono conquistare l'intero universo non esitando a sterminare le popolazioni dei vari pianeti che li popolano, allo scopo di rubare tutto l'ossigeno distruggendone così l'ambiente biologico sino alla sua distruzione. Perfettamente identici l'uno all'altro, si riconoscono esclusivamente tramite un numero di riconoscimento stampato sulla divisa e che ne contraddistingue anche l'importanza individuale. Nell'ultimo episodio finiranno massacrati ad uno ad uno da una gigantesca pantera che essi stessi avevano scagliato contro Astroganga.
- Astroganga - Dotato di coscienza ed autonomia propria, prova sentimenti ed emozioni umane, è l'essere gigante che protegge il mondo. Creato da una strana barra di metallo aliena vivente, diviene il robot alle dirette dipendenze di Charlie. Il ragazzino riesce ad entrare in simbiosi con esso, ogni qual volta viene "assorbito" dal fascio di luce che Astroganga emana dal petto.

## Sigle
- Sigla di apertura originale: Astroganger - testo: Amamiya Tsuyoshi Ji, musica: Komori Akihiro, interpreti: Mizuki Ichirou, Columbia Yurikago Kai[1]
- Sigla di chiusura originale: Susume! Astroganger - testo: Amamiya Tsuyoshi Ji, musica: Komori Akihiro, interprete: Columbia Yurikago Kai[1]
- Sigla di apertura e chiusura italiana: Astroganga - testo: Andrea Lo Vecchio, musica: Mariano Detto, interpreti: Galaxy Group (Vincenzo Polito, voce solista e cori, con Mariano Perrella e Patrizia Tapparelli per i cori) e Ferdinando Di Stefano (batteria). Meeting Music, 1980. Il motivo strumentale iniziale è presente anche nel film Cornetti alla crema nelle scene in cui compare Ulrico, detto Mazinga.

## Edizione italiana e doppiaggio
In Italia la serie è stata distribuita dalla VID, doppiata a cura della SINC Cinematografica e trasmessa su Telemontecarlo dal marzo 1980 e successivamente anche sulle televisioni locali italiane.
| Personaggio       | Giapponese    | Italiano           |
| ----------------- | ------------- | ------------------ |
| Ganga             | Shōzō Iizuka  | Mimmo Palmara      |
| Charlie (Kantaro) | Kazuko Sawada | Francesca Bregni   |
| Cindy (Rie)       |               | Paola Del Bosco    |
| Madre             |               | Eva Ricca          |
| Nonno             |               | Gino Donato        |
| Magg. Bronson     |               | Gigi Pirarba       |
| Blaster numero 1  |               | Elia Iezzi         |
| Blaster numero 2  |               | Stefano Carraro    |
| Johnny Oyama      |               | Vittorio Guerrieri |

## Episodi
| Nº | Titolo italiano Giapponese 「Kanji」 - Rōmaji | In onda          | In onda |
| Nº | Titolo italiano Giapponese 「Kanji」 - Rōmaji | Giapponese       |         |
| 1  | Forza Ganga! 「行くぞ！ガンガー」 - Iku zo! Gangaa | 4 ottobre 1972   |         |
| 1  | I mostri Blaster dopo aver distrutto l'ennesimo pianeta si dirigono verso la terra e cominciano l'invasione. Charlie si trova in compagnia del nonno quando appare un disco volante; utilizzando il medaglione consegnatogli dalla madre chiama Ganga e sconfigge il mostro. Successivamente uno dei mostri Blaster per scoprire cosa ha sconfitto il mostro, assunte fattezze umane, s'impossessa dell'automobile del maggiore Bronson, dopo averlo addormentato con la forza del pensiero, e si dirige verso la città. Charlie lo insegue con la sua motocicletta e quando s'accorge che sta per scappare con un'astronave chiama Ganga, il quale attacca e colpisce senza pietà il nemico. Inizia la guerra in difesa del pianeta Terra. |                  |         |
| 2  | Ganga vive! 「生きているロボット」 - Iki te iru robotto | 11 ottobre 1972  |         |
| 2  | Il padre di Charlie ricorda come è nato Ganga. Dieci anni prima, il professor Hoshi, un valente astronomo, stava scrutando attentamente il cielo con un grande telescopio. Ad un tratto inquadra quella che sembra a prima vista una vera e propria nave spaziale; si dirige allora velocemente verso il luogo dell'impatto dove trova una donna che porta con sé una strana sostanza metallica: questo oggetto extraterrestre, immerso nella lava ribollente di un vulcano, darà a suo tempo vita ad Astroganga. L'aliena è giunta tra gli umani dopo esser fuggita dal suo pianeta attaccato dai malvagi Blaster. I due si sposarono e dal loro amore nacque il piccolo Charlie. La madre ammalatasi il giorno della fuga colpita da un raggio mortale, in punto di morte fa dono al piccolo Charlie di due medaglioni, attraverso i quali il bambino potrà, quando ne avrà bisogno, chiedere il soccorso di Ganga. |                  |         |
| 3  | Il mistero dell'isola che brucia 「燃える島の陰謀」 - Moeru shima no inbō | 18 ottobre 1972  |         |
| 3  | Un enorme meteorite precipita in direzione dell'oceano, andando a scontrarsi infine contro un'isola; a seguito dello spaventoso impatto prodotto il vulcano addormentato si risveglia. Bronson, che comanda i reparti della marina, accorre in aiuto dei profughi scampati al disastro: Ganga interviene a difesa delle navi contro la lava che avanza minacciosa verso di loro anche in mare aperto. Uno dei superstiti, un bambino, racconta ai soccorritori che successivamente all'impatto col meteorite, gli animali dell'isola si erano di colpo trasformati in automi robotici che aggredivano gli esseri umani: alcuni di loro sono rimasti nell'isola intrappolati all'interno d'una caverna e circondati dai nemici. Interviene Ganga che attacca i robot salvando così la vita ai rifugiati dentro la caverna.                                                                                             |                  |         |
| 4  | L'arcobaleno che uccide 「恐怖の虹」 - Kyōfu no niji | 25 ottobre 1972  |         |
| 4  | Uno stranissimo arcobaleno porta la morte ovunque vada, Ganga scopre facilmente che si tratta in realtà di una delle navi militari d'attacco dei Blaster mimetizzata. All'interno di essa si sta cercando di realizzare un super-mostro fondendone insieme un certo numero di minori: Ganga, coraggiosamente e con sprezzo del pericolo si lancia all'interno dell'arcobaleno alieno, ne tira fuori il mostro e lo distrugge. |                  |         |
| 5  | Il segreto di Ganga 「ガンガーの秘密を探れ」 - Gangaano himitsu o sagure | 1º novembre 1972 |         |
| 5  | Cindy sta giocando felicemente con le sue compagne nel bel mezzo d'un prato quando appare un mostro; la bambina allora tenta la fuga ma purtroppo precipita in un crepaccio. Ganga, intervenuto per colpire il mostro, si accorge di Cindy che si trova in pericolo appesa ad un ramo che fuoriesce dai bordi della montagna: sceglie di salvare la bimba e lascia andare il nemico. I Blaster, venuti a conoscenza della storia della madre di Charlie, lanciano in direzione della Terra su un'astronave uno di loro con le fattezze della donna; fingendo d'esser inseguita da un mostro si fa salvare da Ganga. Charlie si precipita verso quella che crede esser la madre, permettendo in tal modo al Blaster di rapirlo: Ganga li insegue, salva Charlie e distrugge la nave nemica |                  |         |
| 6  | Ganga contro il mostro 「錆ついたガンガー」 - Sabi tsui ta gangaa | 8 novembre 1972  |         |
| 6  | In gita scolastica presso una grotta in riva al mare, un gruppo di studenti viene assalito da un mostro a forma di medusa gigante. Ganga deve intervenire per cercar di difendere e portare in salvo gli umani. |                  |         |
| 7  | Bombardamento cosmico 「宇宙爆撃隊」 - Uchū bakugeki tai | 15 novembre 1972 |         |
| 7  | Poco dopo aver lanciato un segnale di soccorso SOS, una navicella spaziale terrestre scompare dai radar ed esplode. A questo punto sulla Terra tutti gli oggetti composti da un qualche metallo iniziano a volare salendo verso il cielo. Un mostro a forma di ombrellone attacca un aereo di linea ma questo viene protetto da Ganga; un missile lanciato contro il mostro non sortisce alcun effetto in quanto gli viene fatta cambiare direzione. Per un soffio Ganga riesce a fermarlo dall'impatto che sarebbe sicuramente stato devastante con la Terra. |                  |         |
| 8  | Hound, il cane cosmico 「宇宙の猟犬バウンド」 - Uchū no ryōken haundo | 22 novembre 1972 |         |
| 8  | Dei palloni alieni dotati di occhi e bocca vengono lanciati dai Blaster contro la Terra: qualsiasi tipo di metallo con cui vengono in contatto viene da essi ingoiata. Ganga, nel tentativo di sfuggire a questa specie di piranha volanti si rifugia sott'acqua e si appresta ad affrontare inoltre anche un ulteriore mostro inviatogli contro. |                  |         |
| 9  | Una persona sospetta 「怪しいおばあちゃん」 - Ayashii o baachan | 29 novembre 1972 |         |
| 9  | Una tromba d'aria prodotta dai Blaster attacca la Terra, lo stesso maggiore Brobson riesce a salvarsi miracolosamente lanciandosi da suo elicottero in avaria. Un alieno travestito da vecchia signora intanto riesce ad introdursi in casa prima di Cindy e poi dello stesso Charlie ma non riesce ad uccidere il ragazzo. |                  |         |
| 10 | Ganga ha un ammiratore 「強いぞ！ガンガー」 - Tsuyoi zo! Gangaa | 6 dicembre 1972  |         |
| 10 | I Blaster sono riusciti a procurarsi, in un lontano pianeta sotto il loro controllo, del "metallo vivente" di cui è composto Ganga ed attraverso questo creare un robot uguale a lui. Max, il cuginetto di Cindy e grandissimo ammiratore di Ganga, viene rapito da uno dei dischi volanti nemici e messo all'interno del finto robot: quello vero apparirà poco dopo e si dovrà impegnare molto per sconfiggere l'usurpatore e nel contempo salvare la vita al bambino. |                  |         |
| 11 | L'invasione verde 「地球はぼくらのものだ」 - Chikyū ha boku ra no mono da | 13 dicembre 1972 |         |
| 11 | Un'astronave spaziale terrestre compie un atterraggio di fortuna nei pressi della casa di Charlie; dopo che anche un elicottero è stato attaccato e distrutto, Bronson coi suoi uomini inizia ad indagare. Nei pressi scorgono un lago di alghe che producono l'ossigeno necessario alla sopravvivenza dei Blaster; appare un mostro e Ganga deve sconfiggerlo per poter poi distruggere anche il grande lago verde. |                  |         |
| 12 | La valle del mistero 「流れ星の降る谷」 - Nagareboshi no furu tani | 20 dicembre 1972 |         |
| 12 | Il maggiore Bronson ferito ad una gamba, assieme a Charlie e Cindy, si trovano imprigionati all'interno d'una grotta; ma riescono a fuggire prima che i Blaster possano catturali. |                  |         |
| 13 | Duello mortale 「白い昿野の決闘!!」 - Shiroi?? No kettō!! | 27 dicembre 1972 |         |
| 13 | Nel campo da calcio della scuola Charlie è impegnato in una sfida contro un compagno, ma a causa di un acquazzone improvviso prende freddo e torna a casa febbricitante; intanto i Blaster appaiono negli schermi televisivi affermando d'esser la causa del maltempo improvviso. Charlie in preda all'influenza crede di veder la madre nella signora Bronson; appare un mostro e Ganga va ad affrontarlo in mezzo ai ghiacci. |                  |         |
| 14 | Una neve pericolosa 「白夜の対決」 - Byakuya no taiketsu | 3 gennaio 1973   |         |
| 14 | Charlie gioca felice a palle di neve assieme ai compagni nel cortile della scuola. Uno dei mostri Blaster anima i pupazzi spronandoli poi ad assassinare tutti gli umani che incontrano nel loro cammino, finendo poi per riunirsi in un unico essere mostruoso; Ganga dovrà affrontarlo per salvare il laboratorio. |                  |         |
| 15 | Il segreto dell'aurora boreale 「オーロラの秘密」 - Oorora no himitsu | 10 gennaio 1973  |         |
| 15 | Appare improvvisamente una strana aurora boreale, da cui esce fuori la testa femminile di un Blaster che lancia fiamme dalla bocca: Ganga, accorso in difesa della città che si trova in pericolo, viene cacciato in una dimensione parallela. Liberatosi, torna sulla Terra riuscendo a distruggere i nemici. |                  |         |
| 16 | La guerra dei Blaster 「ブラスター宣戦布告」 - Bura sutaa sensen fukoku | 17 gennaio 1973  |         |
| 16 | Charlie, Cindy e tutti i compagni di scuola stanno giocando con gli aquiloni in riva al mare: una tempesta improvvisa scaraventa Cindy in acqua, la quale viene salvata solo grazie all'eroismo di Charlie. Ma un mostro esce dal mare ed imprigiona tutti all'interno d'una caverna, dopo di che si dirige a distruggere la vicina città. Lo stesso Ganga si viene a trovare in grave difficoltà e rischierà d'esser fuso all'interno d'un vulcano. |                  |         |
| 17 | I Blaster contro Ganga 「戦慄のスパイモンスター」 - Senritsu no supai monsutaa | 24 gennaio 1973  |         |
| 17 | Un membro della polizia scientifica viene rapito dai Blaster e, dopo avergli fatto il lavaggio del cervello lo rimandano indietro con l'ordine di scoprire finalmente ed una volta per tutte il segreto della vitalità di Ganga. Questi rapisce il maggior Bronson e ricatta gli umani: se non gli rivelano il segreto di Ganga lo ucciderà senza pietà. Charlie sarà costretto ad ordinare a Ganga di eliminarlo. |                  |         |
| 18 | Il grande vortice 「チェイン・メイルの渦」 - Chein.meiru no uzu | 31 gennaio 1973  |         |
| 18 | Mentre Charlie e Cindy stanno giocando al parco, al bambino torna alla madre la madre perduta: tutti i ricordi riaffiorano improvvisamente. Il mattino seguente il nonno, che non riesce più a risvegliare il nipotino (questi difatti si trova a sognare perennemente la madre), chiama i soccorsi; ma anche dopo l'operazione effettuata in ospedale il piccolo sembra non dare segni di ripresa. Allora utilizza il medaglione che porta appresso e chiama Ganga, il quale trasporta il bambino nello spazio profondo per costringerlo a risvegliarsi: ripresosi, guida Ganga in una feroce battaglia contro due mostri inviatigli contro dai Blaster. |                  |         |
| 19 | La bomba sta per scoppiare 「時限爆弾ロボット・デスター」 - Jigen bakudan robotto. Desutaa | 7 febbraio 1973  |         |
| 19 | Il mostro appena messo a punto dai Blaster, porta con sé una bomba fatta di antimateria da far esplodere appena Ganga gli si presenti davanti; la loro base è all'interno del faro ed il guardiano con la famiglia sono fatti prigionieri dopo esser stati ipnotizzati. Il loro figlio è compagno di scuola di Cindy e la bambina, impensierita per la sua improvvisa sparizione va a cercarlo: anche le viene catturata. Riesce però a liberarsi passando per un condotto d'aerazione, ed appena tornata all'aria aperta corre a lanciare l'allarme: intanto la bomba è stata attivata ed il mostro che la porta attacca la scuola. Ganga interviene distruggendolo e scaraventando la bomba in direzione dell'astronave nemica. |                  |         |
| 20 | Ganga combatte ancora! 「レンズマー分身作戦」 - Renzumaa bunshin sakusen | 14 febbraio 1973 |         |
| 20 | Le pagine di un fumetto acquistato da moltissimi bambini della città cominciano ad ingoiare dentro di sé i loro rispettivi proprietari: è tutta opera di un mostro dei Blaster ed infine anche Cindy e Charlie vengono imprigionati. A questo punto gli alieni ricattano gli umani; Charlie però grazie al suo medaglione riesce a richiamare Ganga e a farsi soccorrere da lui. Dopo aver rischiato d'esser assorbito dal mostro Ganga, dopo una strenua battaglia ha la meglio e finisce così col liberare tutti i bambini rimasti intrappolati. |                  |         |
| 21 | Ganga contro i robots 「ロボット部隊がやってきた」 - Robotto butai ga yatteki ta | 21 febbraio 1973 |         |
| 21 | Una nave spaziale appena lanciata dal centro terrestre viene bloccata dai Blaster. Sulla Terra gli umani sono attaccati e Ganga giunge a portar aiuto, per poi volare immediatamente in direzione dell'astronave prigioniera, la salva e la porta sulla Luna. Però a causa d'un campo elettromagnetico Ganga viene reso innocuo e bloccato al suolo; Charlie riesce a disattivarlo permettendo così a Ganga di risollevarsi e battere l'avversario appena giunto. |                  |         |
| 22 | L'astronave fantasma 「宇宙の幽霊船」 - Uchū no yūrei sen | 28 febbraio 1973 |         |
| 23 | La battaglia di Kantaros 「カンタロスの決闘」 - Kantarosu no kettō | 7 marzo 1973     |         |
| 24 | Mirate al centro! 「あの胸のペンダントを狙え」 - Ano mune no pendanto o nerae | 14 marzo 1973    |         |
| 25 | Un terribile nemico di Ganga 「ブラスター・デビル悪魔の眼」 - Burasutaa. Debiru akuma no me | 21 marzo 1973    |         |
| 26 | La battaglia di Ganga 「スペース・パンサー」 - Supeesu. Pansaa | 28 marzo 1973    |         |
| 26 | I blaster inviano su un'isola una Pantera spaziale che si nutre di energia vitale. In breve tempo assorbe tutta l'energia vitale dell'intera isola uccidendone tutte le forme di vita. Ganga interviene per affrontare la pantera ma si accorge che assorbe l'energia vitale di Charlie. I Blaster per paura che la pantera distrugga la vita sulla terra come successo al pianeta sul quale l'hanno trovata e per sconfiggere Ganga li trasportano entrambi nello spazio. Ganga riesce a liberarsi e conduce la pantera verso le astronavi dei Blaster, la quale appena si accorge dell'energia vitale dei Blaster li attacca uccidendoli tutti. Ganga rimanda Charlie sulla terra racchiudendolo nel suo medaglione e affronta la pantera da solo, sacrificandosi per la terra. |                  |         |